# 호시카촌
호시카촌(星鹿村)은 나가사키현 기타마쓰우라군에 있던 촌이다. 

## 지리
기타마쓰우라 반도의 북서부에 위치해 있다. 

## 역사
- 1889년 4월 1일 - 정촌제 시행에 의해 기타마쓰우라군 호시카촌이 성립하였다.
- 1941년 1월 1일 - 미쿠리야촌과 합병, 정으로 승격해 신미쿠리야정이 성립하여 미쿠리야촌은 소멸하였다.

## 참고문헌
- 角川日本地名大辞典 42 長崎県